# Camptomorpha aberrans
Camptomorpha aberrans är en mångfotingart som beskrevs av Kraus 1957. Camptomorpha aberrans ingår i släktet Camptomorpha och familjen Chelodesmidae. Inga underarter finns listade i Catalogue of Life.